# شون سبنسر (لاعب كرة قاعدة)
شون سبنسر (بالإنجليزية: Sean Spencer)‏ هو لاعب كرة قاعدة أمريكي، ولد في 29 مايو 1975 في سياتل في الولايات المتحدة.

## وصلات خارجية
- شون سبنسر على موقعبيزبول رفرنس.كوم (الدوري الرئيسي) (الإنجليزية)
- شون سبنسر على موقعبيزبول رفرنس.كوم (الدوري الثانوي) (الإنجليزية)
- شون سبنسر على موقع أوليمبيديا (الإنجليزية)